# Aquila-Klasse
Die Aquila-Klasse war eine Klasse von vier Spähkreuzern (esploratori leggeri) der italienischen Regia Marina. Die Schiffe wurden 1913 als Großzerstörer von Rumänien bei Pattison in Neapel bestellt. Als Italien 1915 auf Seiten der Entente in den Weltkrieg eintrat, befanden sich drei Einheiten auf den Helgen der Bauwerft.
Die ersten drei Schiffe (Aquila, Sparviero, Nibbio) wurden im Weltkrieg als esploratori leggeri mit einer schweren Hauptbewaffnung von drei 152-mm-Geschützen fertiggestellt und waren zeitweilig die stärksten Zerstörer weltweit.
1920 übernahm die rumänische Marine doch noch zwei Einheiten, die als Zerstörer Mărăști und Mărășești in Dienst gestellt wurden. Ab 1941 waren sie die schwersten Marineeinheiten der Achsenmächte im Schwarzen Meer. 1944/45 wurden die beiden Zerstörer von der sowjetischen Schwarzmeerflotte beschlagnahmt und ein Jahr eingesetzt. Bis 1961 blieben sie dann in Rumänien im Einsatz.

Die beiden in Italien verbliebenen Einheiten wurden im Herbst 1937 den spanischen Nationalisten überlassen.
Sie wurden bis 1948 bzw. 1950 als Schulschiffe Ceuta und Melilla von der spanischen Marine eingesetzt.

## Geschichte der Aquila-Klasse
1913 bestellte Rumänien bei der Pattison-Werft in Neapel vier große Zerstörer, die mit fünf 120-mm-Kanonen bewaffnet werden sollten. Derartig große Zerstörer wurden gleichzeitig von europäischen Werften auch für südamerikanische Marinen und von der Kaiserlich-Russischen Marine gebaut. Die Schiffe sollten die Namen Vijelie, Vartez, Vifor und Viscul erhalten.
Die Kiellegung der drei ersten Einheiten der Klasse erfolgte zwischen Januar und Juli 1914. Bei Ausbruch des Ersten Weltkriegs verlangsamte sich der Weiterbau, obwohl beide Staaten noch neutral waren.
Nach dem Kriegsbeitritt im Mai beschlagnahmte Italien am 5. Juni 1915 die unfertigen Einheiten und ließ sie für die eigene Marine fertigstellen. Wegen des Mangels moderner Kreuzer erhielten sie allerdings eine erheblich stärkere Bewaffnung mit 152-mm-Kanonen.

Als erstes Schiff der Klasse lief am 26. Juli 1916 die Aquila (Adler) vom Stapel, die ursprünglich den Namen Vifor (Schneesturm) erhalten sollte. Die Bauwerft begann anschließend im August den Bau eines vierten Schiffs der Klasse, das erst im Januar 1920 fertiggestellt werden konnte. Als erstes Schiff der Klasse wurde Aquila am 8. Februar 1917 in Dienst gestellt. Die im März 1917 vom Stapel gelaufene Sparviero (Sperber) kam im Juli des Jahres zur Italienischen Marine; die im Januar 1918 zu Wasser gelassene Nibbio (Milan) im Mai 1918. Nach den Raubvögeln hatte die italienische Marine schon zweimal Torpedoboote benannt; zuletzt 1888 von Schichau gelieferte Torpedoboote I.Klasse, die 1912 bis 1914 ausgesondert wurden.

### Technische Daten
Mit einer Rumpflänge von 94,7 m über alles (94,3 m pp.) waren die Schiffe der Aquila-Klasse etwas kürzer als die für italienische Marine entwickelten esploratori der Mirabello-Klasse. Sie hatten eine Rumpfbreite von bis zu 9,5 m und einen Tiefgang von bis zu 3,6 m. Angetrieben wurden die Schiffe der Klasse von zwei Turbinensätzen vom Typ Tosi, die 40.000 PS leisten sollten und die aus fünf Wasserrohrkesseln der Bauart Thornycroft mit Dampf versorgt wurden. Mit dieser Maschinenanlage sollten die Schiffe eine Höchstgeschwindigkeit von 34 Knoten (kn) erreichen. Diese Geschwindigkeit übertrafen alle vier gebauten Einheiten bei ihren Probefahrten. Der Ölvorrat von 260 t ermöglichte einen Fahrbereich von 1700 sm bei einer Marschgeschwindigkeit von 15 kn. Die Schiffe verdrängten 1594 t und bei maximaler Zuladung 1760 t.

### Bewaffnung
Der Entwurf der Bauwerft für die Rumänische Marine sah eine Hauptbewaffnung von fünf 120-mm-L/45-Kanonen vor, die in zwei Zwillingslafetten und einem Einzelgeschütz auf der Mittellinie aufgestellt werden sollten. Dazu sollten noch vier 76-mm-L/40-Kanonen und zwei 450-mm-Zwillings-Torpedorohrsätze installiert werden.

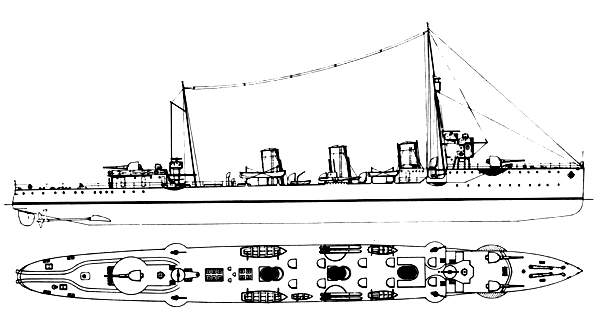
Riss der Aquila für die Zeit der Indienststellung

Da der italienischen Marine nur wenige moderne Kreuzer zur Verfügung standen, wurden die Schiffe mit drei einzelnen 152-mm-L/40-Geschützen vom Typ Armstrong 1889 ausgerüstet, von denen zwei nebeneinander an den Außenseiten nahe der Brücke auf der Back standen. Die vier 76-mm-Geschütze Typ Ansaldo 1917 konnten auch zur Fliegerabwehr eingesetzt werden und stammten, wie die schweren Kanonen, aus italienischer Fertigung. Sie waren Weiterentwicklungen britischer Lizenzprodukte. Dazu erhielten die Schiffe zur Fliegerabwehr noch zwei 6,5-mm-Maschinengewehre aus italienischer Lizenzfertigung einer US-amerikanischen Waffe von Colt-Browning. Die beiden Zwillings-Torpedorohrsätze waren auf gleicher Höhe seitlich vom mittleren der drei Schornsteine aufgestellt. Diese Aufstellung reduzierte die Einsatzmöglichkeiten dieser Waffe; sie wurde aber während der Dienstzeit der vier Einheiten nicht verändert. Auch waren die Schiffe als Minenleger vorbereitet, die bis zu 44 Seeminen tragen konnten.
Die 152-mm-Bewaffnung erwies sich im Krieg als wenig geeignet für den Einsatz auf diesen Schiffen und wurde ab 1926 gegen 120-mm-L/45-Geschütze vom Typ Schneider-Canet-Armstrong 1918–19 ausgetauscht, von denen ein Zwillingsgeschütz auf der Back und ein zweites auf einer erhöhten Position am Heck aufgestellt wurden. Dazu kam noch ein 120-mm-Einzelgeschütz auf einem Deckshaus zwischen den beiden hinteren Schornsteinen, das auf den italienischen Schiffe schon 1927, auf den rumänischen Schiffen 1939, wieder von Bord gegeben wurde. Die 120-mm-Zwillingsgeschütze waren seit den 1920er Jahren die Standardbewaffnung italienischer Zerstörer, für die sie ständig fortentwickelt wurden.

### Einsatzgeschichte
| Name      | Kiellegung | Stapellauf | in Dienst  | Verbleib                                                                                            |
| --------- | ---------- | ---------- | ---------- | --------------------------------------------------------------------------------------------------- |
| Aquila    | 11.03.1913 | 26.07.1916 | 8.02.1917  | Oktober 1937 an Spanien: Melilla. 1948 ausgesondert.                                                |
| Sparviero | 29.01.1914 | 25.03.1917 | 15.07.1917 | im Juli 1920 an Rumänien: Marasesti. 1944/45 Sowjetunion; wieder Rumänien: D 12, 1963 verschrottet. |
| Nibbio    | 15.07.1914 | 30.01.1918 | 15.05.1918 | im Juli 1920 an Rumänien: Marasti . 1944/45 Sowjetunion; wieder Rumänien: D 11, 1963 verschrottet   |
| Falco     | 19.08.1916 | 16.08.1919 | 20.01.1920 | Oktober 1937 an Spanien: Ceuta. 1948 ausgesondert.                                                  |

Die Aquila gehörte am 15. März 1917 zu den Schiffen der Verbündeten, die aus Brindisi ausliefen, um die österreichischen Angreifer auf die Otranto-Sperre abzufangen. Die zuerst entdeckten zwei Zerstörer der Tátra-Klasse, die einen erfolgreichen Ablenkungsangriff durchführt und ein italienisches Geleit fast vollständig vernichtet hatten, sollte die Aquila  mit drei Zerstörern der Pilo-Klasse sowie der Giovanni Acerbi stellen und deren Rückkehr nach Kotor verhindern.
- siehe auch Seegefecht in der Straße von Otranto

Es entwickelte sich ein Verfolgungsgefecht, in dem die Aquila mit ihrer überlegenen Geschwindigkeit rasch zu den gegnerischen Zerstörern aufschloss und kurz nach der Feuereröffnung einen Treffer auf der Balaton erzielte. Den nächsten Treffer erzielte dann die Czepel: ihre Granate traf den Maschinenraum der Aquila und machte diese manövrierunfähig. Die italienischen Zerstörer sicherten ihr Führungsschiff und brachen die Verfolgung ab. Die beiden österreichischen Zerstörer erreichten sicher den Schutz der eigenen Küstenbatterien bei Durazzo. Die beschädigte Aquila konnte eingeschleppt werden und war nach sechs Monaten wieder einsatzbereit.

Die „esploratori“ wurden bis zum Kriegsende einzeln oder zusammen zur Sicherung von Vorstößen von Zerstörern oder leichteren Einheiten in der Adria eingesetzt.

Nach dem Waffenstillstand transportieren die Schiffe aus Valona italienische Soldaten zur Besetzung einzelner Inseln wie Curzola / heute Korčula, Lèsina/Hvar und Meleda/Mljet sowie von Sebenico / heute Šibenik an der dalmatinischen Küste.
1920 wurden Sparviero und Nibbio an den ursprünglichen Auftraggeber Rumänien verkauft und in das Schwarze Meer überführt.

Am 4./5. März 1921 nutzte der italienische König die Falco zur Fahrt von Civitavecchia nach San Remo, um am Begräbnis seines Schwiegervaters, Nikola I. von Montenegro, teilzunehmen. 1927 erfolgte die Umbewaffnung der beiden verbliebenen Schiffe nach rumänischem Vorbild. Auch sie tauschten die 152-mm-Geschütze gegen zwei 120-mm-Zwillingsgeschütze in der Bug- und Heckposition und erhielten nur kurz ein fünftes Einzelgeschütz zwischen den Schornsteinen. Sie dienten meist als Flottillenführer. Bei einer Übung mit einem Zerstörerverband und U-Booten überlief der Zerstörer Giuseppe Missori im August 1928 das U-Boot F 14. Als eines der ersten Schiffe am Untergangsort war die Aquila an der Bergung des untergegangenen U-Boots beteiligt, die aber zu spät erfolgte, um die eingeschlossenen Besatzungsmitglieder noch zu retten.
Im Herbst 1937 wurden Aquila und Falco den spanischen Nationalisten zur Verfügung gestellt. Die offizielle Abgabe fand im Januar 1939 statt, nachdem die beiden noch im September 1938 zu Zerstörern herabgestuft worden waren.

## Einsätze nach der italienischen Nutzung
1920 wurden Sparviero und Nibbio doch noch an Rumänien abgegeben und dort in Mărăști und Mărășești umbenannt. Die Namen erinnerten an zwei Schlachten der Rumänischen Armee gegen die Mittelmächte 1917.

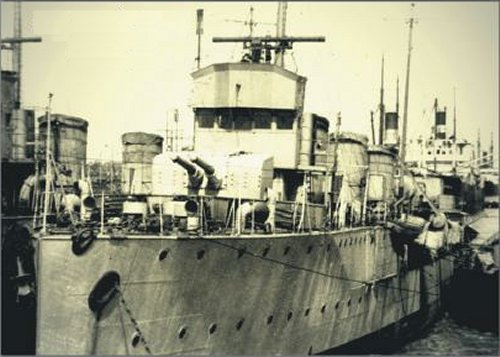
Marasti 1930

Am 1. Juli 1920 trafen die beiden Schiffe in Constanța, ihrer zukünftigen Basis, ein.
Die Rumänen beschlossen 1921 Mărăști und Mărășești zu überholen und auf 120-mm-Geschütze umzubewaffnen. Die Überholung erfolgte 1925 auf der einheimischen Werft in Galatz/Galați. Zur Umbewaffnung kamen die Schiffe 1926 zur Bauwerft nach Neapel.
Als der Zweite Weltkrieg 1939 begann, waren die beiden Schiffe die am stärksten bewaffneten Schiffe der Rumänischen Marine mit fünf 120-mm- und zwei 76-mm-Kanonen neben den beiden moderneren Zerstörern der Regele-Ferdinand-Klasse.
Als Rumänien im Juni 1941 bei Beginn des Ostfeldzugs in den Krieg eintrat, waren das 120-mm-Einzelgeschütz und die beiden 76-mm-Geschütze von Bord und durch ein 13-mm-Hotchkiss-Zwillings-MG bzw. zwei 37-mm-Rheinmetall-Flak ersetzt. Auch verfügten sie jetzt über zwei unterschiedliche Wasserbomben-Werfer (330 mm bzw. 900 mm). Später erhielten die beiden Schiffe noch weitere Fla-Waffen aus deutscher Produktion.
Schon am 26. Juni 1941 bewährte sich Mărăști in Constanța bei der Abwehr eines Angriffs der Sowjetischen Schwarzmeerflotte. Sie schoss ein Flugzeug ab und erzielte einen Treffer auf dem Flottillenführer Kharkov.

Die beiden Schiffe sicherten während des Krieges vorrangig Versorgungskonvois zwischen Rumänien und dem Bosporus, insbesondere mit Öl für die Kriegführung der Achsenmächte im Mittelmeerraum. Bei den 55 Geleiten verloren sie vier Schiffe; ein sowjetisches U-Boot konnte versenkt werden.
 Im August 1944 wurden die beiden Schiffe von den sowjetischen Truppen in Constanța erbeutet. Die Schwarzmeerflotte setzte die beiden rumänischen Schiffe als Lovkiy (Ловкий, ex-Mărăști) und Lyogkiy (Лёгкий, ex-Mărășești) ein. Schon im Oktober 1945 wurden sie Rumänien wieder zurückgegeben. Dort wurden sie als D 11 und D 12 noch bis in die 1960er-Jahre eingesetzt.
 Im September 1937 kauften die spanischen Nationalisten die beiden bei Italien verbliebenen Schiffe der Aquila-Klasse. Sie wurden am 10. Oktober 1939 von spanischen Besatzungen übernommen. Zur Verdeckung der Übernahme wurden sie als Velasco-Melilla bzw. Velasco-Ceuta nach dem einzigen Zerstörer auf Seiten der Nationalisten, Velasco, bezeichnet.

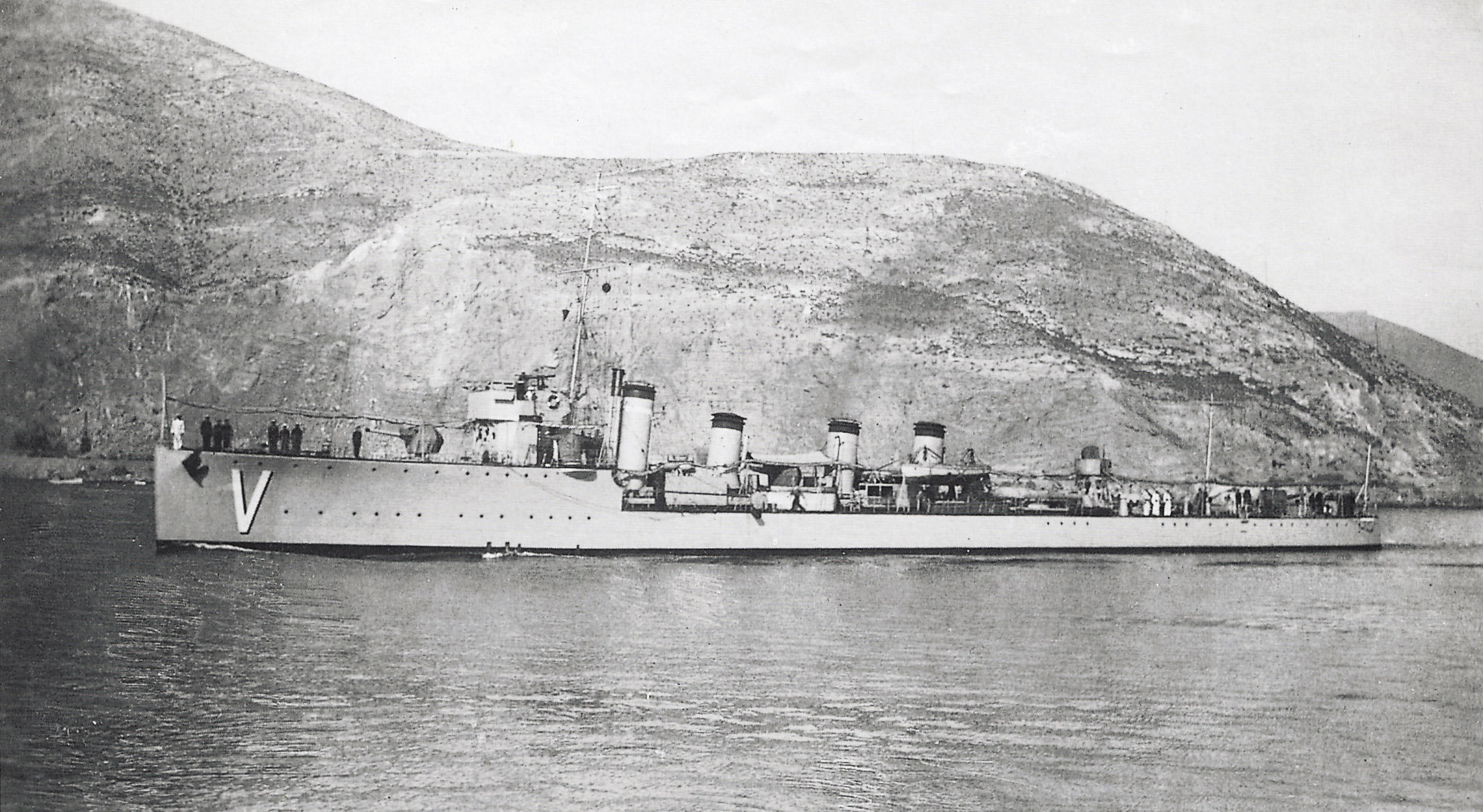
Der Zerstörer Velasco

Um unaufmerksame Beobachter zu täuschen, führten sie auch die Attrappe eines vierten Schornsteins. Erst am 6. Januar 1939 wurden die Schiffe offiziell bei der italienischen Marine ausgesondert und der spanischen Marine als Melilla und Ceuta übertragen.
Der schlechte technische Zustand der übernommenen Schiffe führte zu einer Beschäftigung mit Hilfsaufgaben. Sie kontrollierten Schiffsbewegungen vor den spanischen Küsten am Mittelmeer und brachten Handelsschiffe mit Gütern für die Republikaner auf.
Im August 1938 stoppten die beiden Schiffe mit dem Kreuzer Canarias den republikanischen Zerstörer José Luis Diez beim Versuch, in das Mittelmeer nach Cartagena zu verlegen. Die Ceuta traf die Diez mehrfach, auf der es viele Tote und Verwundete gab, die aber Gibraltar entkam.

Nach Ende des Spanischen Bürgerkrieges wurden die Schiffe für Trainingszwecke eingesetzt. 1948 wurde die Ceuta (ex Falco) verschrottet und 1950 die Melilla (ex Aquila) ausgesondert.